# Maybrit Illner

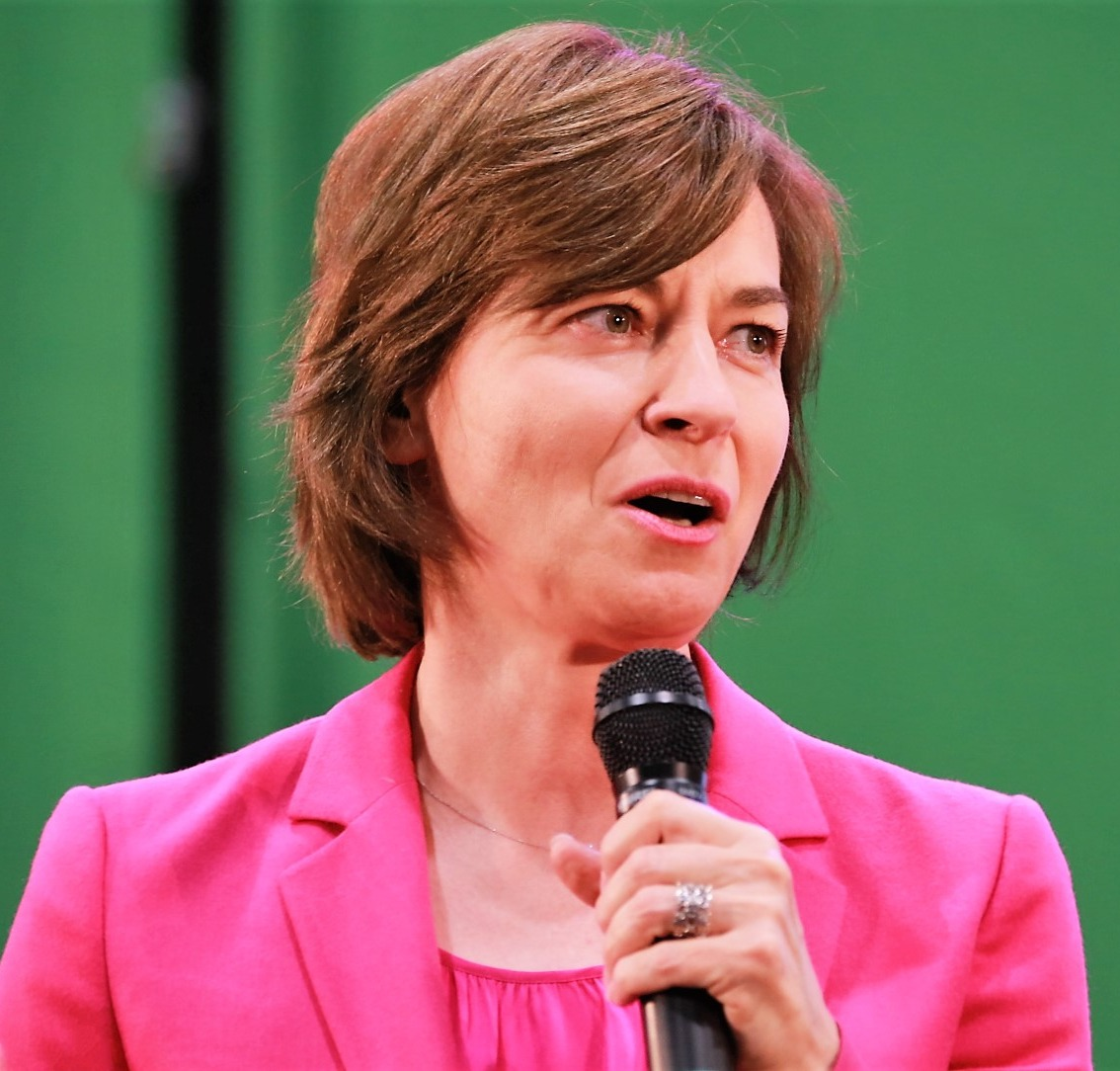
Maybrit Illner, 2016

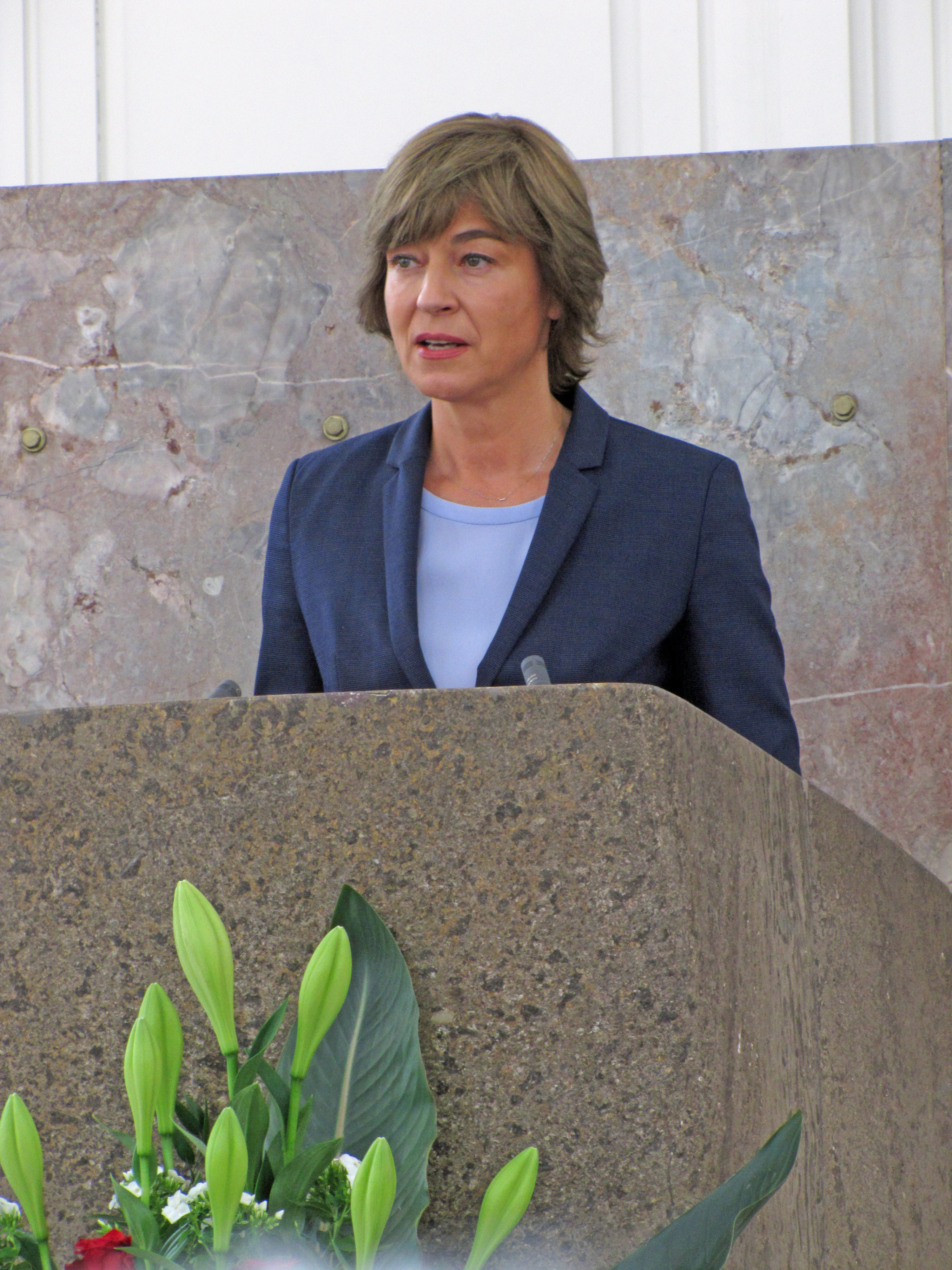
Maybrit Illner als Jurorin 2018 bei ihrer Laudatio auf Souad Mekhennet zur Ludwig-Börne-Preis-Verleihung in der Frankfurter Paulskirche

Maybrit Illner, geb. Klose (* 12. Januar 1965 in Ost-Berlin), ist eine deutsche Journalistin, Fernsehmoderatorin und Autorin.

## Karriere
Illner studierte nach dem Abitur an der Erweiterten Oberschule Friedrich Engels (heute: Andreas-Gymnasium) im Ost-Berliner Bezirk Friedrichshain von 1984 bis 1988 an der Sektion Journalistik der Karl-Marx-Universität in Leipzig. Anschließend arbeitete sie als Sportjournalistin für das Fernsehen der DDR. Im Jahre 1989 wechselte sie in die Auslandsredaktion des Senders. Im Jahr 1986, noch während ihres Studiums, trat sie in die SED ein, verließ die Partei aber 1989 nach dem Fall der Mauer wieder. Danach moderierte Illner bis zur Auflösung des Deutschen Fernsehfunks Ende 1991 die Sendereihen azur – das Reisejournal und Abendjournal.
Als politische Redakteurin des ZDF gehörte sie ab 1992 zu den Moderatoren des ZDF-Morgenmagazins, dessen Leitung sie 1998 übernahm. Gelegentlich vertrat sie Ulrich Kienzle beim Nachrichtenmagazin Frontal.
Im Oktober 1999 wurde ihr die Leitung der ZDF-Sendung Berlin Mitte angetragen. Der Titel der Sendung wurde am 14. März 2007 in Maybrit Illner geändert. Im Jahr 2005 moderierte sie das Nachtduell im ZDF. Sie war Co-Moderatorin der Fernsehduelle zur Bundestagswahl 2002, 2005, 2009, 2013, 2017, 2021 und 2025.
Vom 4. September 2010 bis 9. Dezember 2012 moderierte sie zusätzlich zu ihrer Talkshow im Wechsel mit Claus Kleber und Marietta Slomka das heute-journal (ca. 40 Sendungen pro Jahr) als Nachfolgerin von Steffen Seibert, der Regierungssprecher wurde. Sie wurde im Laufe des Jahres 2013 von Christian Sievers abgelöst. Von da an konzentrierte sich Illner wieder ausschließlich auf ihre Talkshow.
Nachdem Jörg Pilawa im Januar 2013 seinen Wechsel vom ZDF zur ARD bekannt gegeben hatte, moderierte sie die zweiteilige Gala zum 50-jährigen Jubiläum des ZDF, die am 28. und am 30. März 2013 ausgestrahlt wurde.
Für die Moderation ihrer Talkshow bezog Illner 2014 ein Brutto-Honorar von 480.000 Euro jährlich und gehört damit zu den Spitzenverdienern des öffentlich-rechtlichen Senders.

## Privates
Illners Vorname ist eine außergewöhnliche Schreibweise des schwedischen Vornamens Maj‑Britt.
Maybrit Illner war ab 1988 mit Michael Illner verheiratet, von dem sie sich im November 2007 trennte und später scheiden ließ. Seit dem 14. August 2010 ist sie in zweiter Ehe mit René Obermann verheiratet. Gelegentlich tritt sie seither auch unter dem Namen Obermann auf. Sie lebt in Berlin und in Bonn.
Illner reiste im Juni 2003 als Botschafterin für das Deutsche Rote Kreuz in den Irak und 2004 nach Pakistan. Sie unterstützt den Verein „Gesicht Zeigen! Für ein weltoffenes Deutschland e. V.“, der sich bundesweit gegen Fremdenfeindlichkeit, Rassismus, Antisemitismus und rechtsextreme Gewalt einsetzt.

## Auszeichnungen
- 2000: Hanns-Joachim-Friedrichs-Preis für kritischen und unabhängigen Fernsehjournalismus
- 2001: Hans-Klein-Medienpreis für ihre Moderation der ZDF-Talkshow Berlin Mitte
- 2002 und 2007: Bambi
- 2003: Bayerischer Fernsehpreis
- 2004: Deutscher Fernsehpreis für die Beste Informationssendung
- 2006: Hildegard-von-Bingen-Preis für Publizistik (laut Preisjury hat es Illner verstanden, „die angelsächsische Informationsform des ‚Talk‘ in ein eigenständiges und unverwechselbares Medienereignis“ zu verwandeln)
- 2009: Goldene Kamera in der Kategorie Beste Information

## Publikationen
- Frauen an der Macht. 21 einflussreiche Frauen berichten aus der Wirklichkeit. Hugendubel, Kreuzlingen, München 2005, ISBN 3-7205-2649-6.
- Politiker-Deutsch/Deutsch-Politiker. Langenscheidt, München, Berlin 2007, ISBN 978-3-468-73190-7.
- (mit Ingke Brodersen) Ente auf Sendung. Von Medien und ihren Machern. Dt. Verl.-Anst., München 2003, ISBN 3-421-05751-6.